# A.N.A.L.O.G.
A.N.A.L.O.G. (da Atari Newsletter And Lots Of Games) era una rivista statunitense dedicata agli home computer della famiglia Atari 8-bit.

## Storia
Il primo numero di A.N.A.L.O.G. fu pubblicato nel febbraio del 1981 mentre l'ultimo uscì nel dicembre del 1989. Inizialmente era bimestrale, poi mensile.
Quando Lee H. Pappas e Michael DesChesnes iniziarono la pubblicazione il titolo originale della rivista era A.N.A.L.O.G. 400/800 Magazine. A partire dal numero 7 del settembre 1982 cambiò in A.N.A.L.O.G. Computing.
Oltre agli articoli presenti sulla rivista, ANALOG pubblicava giochi ed altri tipi di programmi sotto forma di listati presenti all'interno della rivista.
I programmi presentati nella rivista erano coperti da copyright ma gli utenti potevano digitarli inserendoli così nel loro computer e liberamente usarli per usi personali. L'unico limite era che non potevano essere né copiati né venduti.
ANALOG era altresì conosciuta per il fatto di pubblicare veloci videogiochi scritti in linguaggio macchina anche se molti dei listati erano scritti in Atari BASIC.
Dopo l'uscita dell'Atari ST Pappas fondò anche ST-Log, una rivista parallela dedicata alla nuova macchina. Nel 1989 vennero chiuse entrambe e gli abbonati ebbero l'opzione di commutare l'abbonamento alla rivista STart.

## A.N.A.L.O.G. Software
Legata alla rivista era anche l'etichetta A.N.A.L.O.G. Software, che pubblicò commercialmente alcuni giochi confezionati per Atari 8-bit nel 1982:
- Buried Bucks
- Carnival (conversione ufficiale dell'arcade SEGA)
- Race in Space
- Star Sentry

I seguenti vennero pubblicizzati, ma mai effettivamente completati, anche se alcune copertine previste vennero riutilizzate da altri giochi usciti sulla rivista:
- Crash Dive!
- Sunday Driver
- Titan